# سعة (موجة)
1. ذروة المطال ({\displaystyle \scriptstyle {\hat {u}}}) وتسمى أيضا قمة
2. المطال من ذروة إلى ذروة ({\displaystyle \scriptstyle 2{\hat {u}}})
3. جذر للمطال التربيعي ({\displaystyle \scriptstyle {\hat {u}}/{\sqrt {2}}})
4. فترة الموجة (ليس الخاص بالمطال)

مخطط يوضح منحنى جيبي
2. ذروة المطال وتسمى أيضا قمة
3. المطال من ذروة إلى ذروة
4. جذر للمطال التربيعي
5. فترة الموجة (ليس الخاص بالمطال)

سعة أو المطال أو الاتساع (بالإنجليزية: Amplitude)‏ هو قياس أقصى قيمة رأسية لنبضة أو دورة أو ذبذبة واحدة من موجة الصوت الدوري المتغير. ففي حالة الرقاص، يتأرجح الرقاص من مقدار إزاحة عظمى (مطال) عائداً إلى نقطة الاتزان ومنها إلى إزاحة عظمى على الناحية الأخرى ثم يعود في اتجاه نقطة الاتزان، وهكذا. والمطال هي مقدار الإزاحة العظمى أو بشكل عام: «مقدار القيمة العظمى للمتغَيِّر(المحور) الرأسىّ قمةً كانت أو قاعاً».
وتتسم الحركة الموجية بالتغير الدوري، وتقاس طول الموجة {\displaystyle {\mathcal {}}\lambda } بالمسافة بين مطالين متتاليين (قمتين أو قاعين متتاليين)عند مساواة طــَوْرِهِمَا في السـّياق. وكما نري في الرسم توضيحي الذي يبين الموجة الضوئية المكونة من مجال كهربائي متردد، قيمة مطاله {\displaystyle {\mathcal {}}E}، ومتعامد عليه مجال مغناطيسي متردد، قيمة مطاله المغناطيسي {\displaystyle {\mathcal {}}M}.

## مُسَمَّيَاتٌ مُشَابِهَة
- مطالٌ
- قمةٌ (قيمة موجبة) أو قاعٌ (قيمة سالبة)
- سعةُ الموجةِ
- القيمةُ العظمى أو الإزاحةُ العظمى
- Amplitude

## اقرأ أيضًا
- طول الموجة
- عرض نطاق
- تضمين المطال
- مطال تشتت
- سعة الاحتمال (مطال)
- إبدال بإزاحة المطال
- موجة كهرومغناطيسية